# Barclay Records
Barclay Records (französisch Disques Barclay) war ein bedeutendes unabhängiges Plattenlabel Frankreichs; es wurde 1954 von Nicole und Eddie Barclay gegründet und zunächst gemeinsam betrieben. 1978 verlor es seine Unabhängigkeit und wurde zum Sublabel von PolyGram.

## Vorgänger
Das im April 1937 von Charles Delaunay – einem der ersten Diskografen – gegründete Pariser Plattenlabel Disques Swing spezialisierte sich auf Jazzaufnahmen. Für dieses Label machte auch Eddie Barclay Aufnahmen, so etwa sein Piano-Solo Péché-Mignon / Michèle Blues (aufgenommen am 19. Juni 1942). Eddie Barclay, eigentlich Édouard Ruault, legte sich den englischsprachigen Namen zu, damit sein Interesse an Blues und Jazz öffentlichkeitswirksamer zum Ausdruck kam. Er spielte anfangs als Barpianist in Pierre-Louis Guérins Nachtclub Le Club. Barclay entschloss sich im Februar 1947 zur Gründung eines eigenen Plattenlabels, das sich zur direkten Konkurrenz von Disques Swing entwickelte. Es entstand unter dem Namen Blue Star.
Gemeinsam mit Nicole Vandenbusche – die er 1949 heiratete – versuchte er, für seine Plattenfirma Blue Star einen Jazzkatalog aufzubauen. Deren erste Singles wurden live in Guérins Nachtclub als Eddie Barclay et son Orchestre in der Besetzung Hubert Rostaing (Klarinette), Christian Bellest (Trompete), Jack Diéval (Piano) und Jerry Mengo (Schlagzeug) am 1. Februar 1945 aufgenommen; es waren die Titel Goodnight Wherever You Are, A Lovely Day, I’ll Walk Alone, Paper Dolls, Smiles und Blues for Sales.

### Blue Star Records

Tyree Glenn – Billies Bounce

Erste Platte im Katalog von Blue Star (BS) war Eddie Barclay et son Orchestre (Body and Soul / You Belong to me; aufgenommen am 19. März 1945; BS 1). Mit Arthur Briggs (Trompete) und André Ekyan (Saxophon) entstanden am 19. März 1945 noch One O’Clock Jump / Rosetta. Die ersten amerikanischen Jazzbands kamen bereits im Januar 1947 zum neuen Label, darunter Tyree Glenn & His Orchestra (Billies Bounce / Mad Monk BS 24, I Surrender Dear / The Hour of Parting BS 25, I Can’t Get Started / Please Don’t Talk About Me When I’m Gone BS 26; alle am 13. Januar 1947), es folgten Don Byas Ree-Boppers (Laura / Cement Mixer BS 27, Red Cross / Walking Around BS 28, How High’s The Moon / Dynoma A BS 29; 27. Januar 1947).
Bis März 1947 hatte auch Django Reinhardt Plattenaufnahmen für das Pariser Label Swing gemacht. Ab April 1947 entstanden mit Reinhardt insgesamt sechs Sessions für Blue Star. Die erste Session in der Besetzung Django Reinhardt (Gitarre), Bruder Joseph Reinhardt (Gitarre), Michel de Villers (Altsaxophon), Willy Lockwood (Bass), Eddie Bernard (Piano) und Al Craig (Schlagzeug) fand am 16. April 1947 in den Pariser Pathé-Tonstudios statt. Es folgte eine Aufnahmesession am 6. Juli 1947 (8 Titel) im kleinen Technisonor-Studio – aus dem AFN Paris sendete – bestehend aus seinem Nouveau Quintette mit Nin-Nin (Ninine Vées; Gitarre), Hubert Rostaing (Klarinette), Ladislas Czabanyck (Bass) und André Jourdain (Schlagzeug). Neben dem Blues for Barclay entstanden 6 weitere Aufnahmen. Bereits am 18. Juli 1947 war das Technisonor-Studio erneut gebucht (acht Titel), ein weiterer Termin war für den 4. Oktober 1947 anberaumt (sieben Titel). Seine vorerst letzte Blue Star-Session fand am 10. Dezember 1947 als Gast des Rex-Stewart-Quintet statt, das – ergänzt um Hubert Rostaing (Altsaxophon) und Reinhardt (Gitarre) – den Cole-Porter-Klassiker Night and Day und Confessin aufnahm. Im Jahre 1948 umfasste der Barclay-Label-Katalog bereits 200 Titel.
Erst nach einer längeren Phase des Rückzugs konnte ihn Eddie Barclay 1953 dazu bewegen, neue Studioaufnahmen zu machen. Am 10. März 1953 entstanden unter dem Arbeitstitel „Django Reinhardt et Ses Rhythmes“ acht Titel, die Jazzpromoter Norman Granz auf seinem Label Clef posthum 1954 als LP unter dem Titel The Great Artistry of Django Reinhardt veröffentlichte. Bei fast allen Sessions mit Reinhardt übernahm Eddie Barclay die Funktion des Musikproduzenten und verkaufte die Platten von seinem Motorroller aus in Paris.
Am 9. Februar 1953 gab Dizzy Gillespie ein Live-Konzert im Pariser Salle Pleyel, das Barclay aufnahm. Am 22. Februar 1953 stand Dizzy im Pariser Studio Pathé Magellan. Eine bedeutende Interpretin im Repertoire von Blue Star war Mary Lou Williams. Sie nahm im Januar 1954 die LP Mary Lou Williams & Her Rhythm (BLS 6841) auf, eine zweite Aufnahmesession folgte am 14. Januar 1954 für die LP I Made You Love Paris (BLS 6842). Mit ihrer Eigenkomposition Nicole ehrte sie Nicole Barclay.

## Barclay Records

Eddie Constantine – L’homme et l’enfant

Im April 1954 gründeten Nicole und Eddie Barclay das Label Barclay Records (LC 00126), das das Vorgängerlabel Blue Star als Sublabel weiterführte. Aus dem Blue Star-Katalog übernahm Barclay Records insbesondere die Live-Mitschnitte vom Dizzy-Gillespie-Sextet aus dem Théâtre des Champs-Élysées vom 25. März 1952 und 6. April 1952 für die LP The Very Thought of You (B 820 122).

### Eigenproduktionen im Jazz
Barclay spezialisierte sich anfangs zunächst auf Jazzaufnahmen im LP-Format. Am 17. April 1954 nahm der Gitarrist René Thomas mit seinem Orchester im Pariser Magellan-Tonstudio acht Titel für die LP René Thomas and his Orchestra auf, die als die ersten Aufnahmen für den Barclay-Katalog gelten. Allerdings erschien diese LP im Barclay-Katalog numerisch erst mit der Katalog-Nr. 84030. Die numerisch erste LP des Katalogs stammte von Posaunist Jimmy Archey mit Georges Arvanitas & Michel Attenoux et son Orchestre (LP Jazztime Paris, B 84001, aufgenommen am 27. Januar 1955), es folgten Pianist René Urtreger (LP René Urtréger Joue Bud Powell, B 84003; 24. Februar 1955) oder Lucienne Delyle (EP Lucienne Delyle, B 80004; 23. Mai 1955). Lionel Hampton kam für seine LP Lionel Hampton And His New French Sound nach Paris (B 84004; mit Sacha Distel/elektrische Gitarre, René Urtreger/Piano; 18. März 1955), seine LP Lionel Hampton and his Giants entstand in Los Angeles (mit Art Tatum/Piano, Barney Kessel/Gitarre, Red Callender/Bass, Buddy Rich/Schlagzeug, B 3571; 7. September 1955). Es folgten die Eigenproduktionen von Stéphane Grappelli et son Sextette (B 84006; 12. und 16. April 1955) sowie von Bernard Pfeiffer and his Saint Germain des Près Orchestra (LP Piano et rhythmes B 84008; 12. – 17. Dezember 1954).
Nicole Barclay hatte Trompeter Chet Baker für mehrere Plattenaufnahmen gewinnen können. Es entstand am 11. und 14. Oktober 1955 die von Nicole Barclay produzierte LP Rondette (B 84009), am 21. Oktober 1955 starb sein Pianist Richard Twardzik in Paris an einer Überdosis Heroin. Schon am 24. Oktober 1955 stand Baker erneut im Pariser Studio Pathé-Magellan (LP Summertime, B 84017). Zwischen dem 25. Oktober 1955 und dem 10. Februar 1956 fand die dritte und letzte Aufnahmesession Bakers für Barclay Records statt (LP Alone Together, B 84042). Weitere Jazzaufnahmen entstanden mit Bobby Jaspar (LP Memory of Dick, B 84023; 27./29. Dezember 1955), alle produziert von Eddie und Nicole Barclay. Die Miles Davis All Stars-LP All Stars (B 84038; 24. Dezember 1955) entstand in New Jersey bei Rudy Van Gelder und wurde von Barclay Records in den eigenen Katalog übernommen.
Im November 1956 zogen die Firmen in den noblen Pariser Vorort Neuilly-sur-Seine. Am 23. Mai 1957 hatte Barclay eine 20 Mann umfassende Jazzband unter dem Namen Eddie Barclay Orchestra zusammengestellt, in der unter anderem Stéphane Grappelli (Violine) oder Kenny Clarke (Schlagzeug) bei 14 Titeln mitwirkten (LP Et Voila!; B 82138); Arrangeur war erstmals Quincy Jones. Dieser studierte seit 1957 Komposition am Amerikanischen Konservatorium in Fontainebleau. Nicole Barclay holte im August 1957 Quincy Jones endgültig als Musikproduzent für Barclay Records nach Paris. Einer der Gründe, warum Jones das Angebot annahm, war seine Konzentration auf die Komposition und das Arrangement für Streichinstrumente. Das setzte er auch um, als er für Eddie Barclays 55-Personen-Orchester arrangierte. Jones arrangierte für Barclay rund 250 Studioaufnahmen. Er blieb bis Oktober 1961 in Paris und wurde dann von Barclays Vertriebspartner Mercury Records zum Vizepräsidenten in die USA berufen.
Barclay Records vertrieb amerikanische Label wie Verve oder Mercury in Frankreich. Der Vertriebsvertrag mit Mercury Records bescherte dem Barclay-Label 1955 den Platters-Hit Only You (And You Alone), der alleine in Frankreich 1 Million Exemplare umsetzte. Im Februar 1959 übernahm Barclay Records die Vertriebsrechte für den gesamten Atlantic-Records-Katalog. Es folgte im November 1967 ein Vertriebsvertrag mit Buddah Records.

### Eigenproduktionen Chanson
Barclay widmete sich auch dem französischen Chanson, schuf dafür ein weiteres Sublabel Riviera und avancierte mit Künstlern wie Dalida (ab 1956), Henri Salvador (1958), Charles Aznavour (1959), Brigitte Bardot (1961), Jacques Brel (1961), Françoise Hardy (1962) oder Juliette Gréco (1972) zum wichtigsten unabhängigen Label für das Chanson. Erster Erfolg war Eddie Constantines Duett mit seiner Tochter Tania bei L’homme et l’enfant (B 70007), das sich ab November 1955 insgesamt 200.000 Mal verkaufte und ab Dezember 1955 für 11 Wochen den ersten Rang der französischen Hitparade belegte.
Dalidas Debüt fand am 9. April 1956 im Pariser Olympia mit der französischen Version von Stranger in Paradise (Etrangère au Paradis) statt, hier wurde sie entdeckt von Eddie Barclay, der bei ihren Plattenaufnahmen als Orchesterbegleitung meistens Raymond Lefèvre einsetzte. Ihre Debüt-Single war Madonna / Guitare flamenco / Flamenco bleu / Mon cœur va (EP Barclay 70034; veröffentlicht am 28. August 1956). Als zweite Single folgte La violetera / Gitane / Le torrent / Fado (70039). Dann kam am 8. Februar 1957 als dritte Single Bambino / Por favor / Aime-moi / Eh! ben (70068) auf den Markt. Diese Aufnahme war mit dem Orchester Lefèvre im neuen labeleigenen Tonstudio (1.800 m²) in der Pariser Rue Hoche 9 entstanden, für das Eddie Barclay den gleichaltrigen deutschen Toningenieur Gerhard Lehner (* 26. Januar 1921 in Gera; † 13. Mai 2005) engagiert hatte. Die Platte verbrachte ab April 1957 insgesamt 31 Wochen als Nummer-eins-Hit in der französischen Hitparade. Am 19. September 1957 bekam Dalida als erste Künstlerin in Frankreich – und auch Barclay Records – die erste Goldene Schallplatte für mehr als 300.000 verkaufter Exemplare von Bambino.

### Weitere Künstler
Eddie Barclay ist auch der Entdecker von Mireille Mathieu. Sie debütierte am 20. November 1965 im Olympia-Theater im Wettbewerb Palmarès des Chansons, wo Eddie Barclay auf sie aufmerksam wurde. Nachdem sie mit dem Olympia-Theater einen Vertrag schließen konnte, bekam sie im Dezember 1965 auch einen Plattenvertrag von Barclay Records und veröffentlichte noch im gleichen Monat eine Live-LP von ihrem Olympiaauftritt (LP En Direct de l‘Olympia, 80330; Dezember 1966). Im Juni 1967 erreichte diese LP Rang 14 der deutschen LP-Charts. Ab 1966 spielte Mireille Mathieu für das Barclay-Label ein paar Singles ein; erste Single war Mon Credo (60683; März 1966), es folgte C’Est ton nom (60684; März 1966). Mon credo entwickelte sich zu einem immensen Erfolg, der sich in 1,7 Millionen verkauften Exemplaren und ihrem ersten Nummer-eins-Hit in der französischen Hitparade reflektierte. Einen weiteren Nummer-eins-Hit feierte sie mit Paris en colère (60761; November 1966) aus dem Kinofilm Brennt Paris? (Paris brûle-t-il?; Premiere: 26. Oktober 1966). Als sie die französische Version von The Last Waltz (La dernière valse) im Oktober 1967 herausbrachte (60869), konnte Barclay Records hiervon bis Dezember 1967 über 200.000 Exemplare in Frankreich verkaufen; die gleichzeitig veröffentlichte französische Fassung von Petula Clark (bei Konkurrent Disques Vogue; La dernière danse) brachte es auf 176.000 Exemplare. In Deutschland erreichte sie hiermit Rang 30 der Hitparade; hier feierte Mathieu ab 1967 ihre großen Erfolge.
Barclay Records akquirierten auch Léo Ferré (1962), Jean Ferrat (1964), Michel Sardou (1965), Maxime Le Forestier (1966), Nicole Rieu (1973), Claude Nougaro (1975), Bernard Lavilliers (1976), Noir Désir (1989), Zebda (1992), Alain Bashung (1992) oder Rachid Taha (2000). Auch der vielversprechende französische Rock-&-Roll-Sänger Johnny Hallyday war kurzzeitig bei Barclay unter Vertrag. Als jedoch 1961 Jacques Brel von Philips zu Barclay wechselte und Philips deswegen mit einer Klage drohte, ließ Eddie Barclay seinen Zögling Hallyday im Tausch am 19. Juli 1961 einen Plattenvertrag bei Philips unterzeichnen. Beginnend mit der im März 1962 erschienenen LP Les bourgeois (B 80173; 6./7., 9. und 14. März 1962) feierte Brel bei Barclay seine großen kommerziellen Erfolge; erst bei Barclay gelang Brel der Durchbruch als Singer-Songwriter. Brel band sich lebenslang an das Label – ein in der Musikindustrie einmaliger Vorgang. Die erfolgreichste LP von Barclay Records war Jacques Brels LP Brel (oder Les Marquises), die im September 1977 in Paris aufgenommen wurde und nach ihrer Veröffentlichung im November 1977 bereits nach einem Tag über 650.000 Einheiten allein in Frankreich umgesetzt hatte und insgesamt mehr als zwei Millionen Mal verkauft wurde. 
Eddie Barclay produzierte unter anderem auch Bluesmusiker wie Memphis Slim, Willie Mabon, Mickey Baker oder Clarence Gatemouth Brown, die er auf dem Montreux Jazz Festival 1973 präsentierte, aber auch die Kelly Family (LP Une famille c’est une Chanson; 1984).

## Bedeutung
Inzwischen war Barclay Records zum größten Independent-Label in Frankreich aufgestiegen. Im Mai 1966 hatte Barclay in Frankreich einen Anteil von 40 % am französischen Pop-Markt. Im Dezember 1969 lag der Umsatz der Barclay-Gruppe bei 20 Millionen $. Barclay Records war das größte französische Plattenlabel nach dem Krieg. Disques Barclay war als wichtiges Label verantwortlich für die Verpflichtung der großen Namen des französischen Chansons. Die beiden großen französischen unabhängigen Labels Vogue und Barclay und die Tochtergesellschaften der internationalen Labels (Pathé-Marconi/EMI, Philips, CBS) kultivierten französische Talente, die in die Genres Chanson oder Varieté passten. Pascal Nègre von der französischen Universal Music fasste Barclays Leistungen zusammen: „Ohne Eddie Barclay hätte das französische Chanson nicht die heutige Bedeutung.“ Der im November 1964 gegründete Musikverlag Nouvelles Editions Barclay war gleichzeitig der größte unabhängige Musikverlag Frankreichs, über den auch das Original von My Way registriert ist.

## Verkauf
Als Barclay sein Label im Juli 1978 auf dem Erfolgszenit an Polygram verkaufte, hatte es bereits 350 Beschäftigte. Er behielt einen Anteil von 20 % und blieb noch bis 1983 Geschäftsführer.

## Diskografie Blue Star (Auswahl), in Klammern Aufnahmedatum und Katalog-Nummer
Die meisten Platten vom Sublabel Blue Star wurden in Paris aufgenommen, nur wenige waren Fremdproduktionen aus den USA.
- Christian Belleste et son Orchestre (Rockin’ the Blues, 21. April 1945; BS 9)
- Tony Proteau et son Orchestre (Shoo Fly Pie / Blue Feeling Blues, 2. Dezember 1946; BS 19)
- Django Reinhardt (For Sentimental Reasons / Blues For Barclay BS 30, Folie A Amphion / Anniversary Song BS 33, Vette / Swing 48 BS 37, Danse Norvegienne / Django’s Blues BS 38; 6. Juli 1947)
- Don Byas et ses rhythmes (Stormy Weather / Riffin' And Jivin BS 39, I Can’t Explain / Humoresque BS 41, These Foolish Things / Blues For Panassie BS 45; 12. Juni 1947)
- Django Reinhardt (I’ll Never Smile Again / I Love You BS 42, September Song / New York City BS 46; 18. Juli 1947; Insensiblement / Blues primitif BS 50; Topsy / Moppin’ the Bride BS 53, Mano (Air France) /? BS 54, Gypsy With a Song Part 1 / Part 2 BS 55; 4. Oktober 1947)
- Charlie Parker/Dizzy Gillespie (Confirmation / Diggin’ Diz BS 60, live aus der Carnegie Hall, 29. September 1947)
- Charlie Parker (Bird’s Nest / Cool Blues BS 62; Los Angeles, 19. Februar 1947)
- Erroll Garner (LP Play Piano Play / Frankie and Garnie, BS 63)
- Stewart Rex & His Orchestra (Bebop Boogie / Just Squeeze Me BS 65, Boy Meets Horn / Don’t Get Around Much Anymore BS 66, 8. Dezember 1947; I Cried For You / Feelin' Fine BS 67, Stompin’ at the Savoy / I’m The Luckiest Fool BS 68, Don’t Get Around Much Anymore / Muskrat Ramble BS 69, Storyville / Cherokee BS 70, Georgia on My Mind / Run to the Corner BS 71, Let’s Try It / I Didn’t Know About You BS 72, 9./10. Dezember 1947; Night And Day / Confessin BS 73, 10. Dezember 1947)
- Claude Bolling & His New Orleans Jazzmen (Dipper Mouth Blues / Riverside Blues BS 88; Mai 1948)
- Howard-McGhee-Sextet (Etoile / Punkins BS 90, Big Will / Denise BS 91, Donna Lee / Prelude to Nicole BS 112, Nicole BS 118; 18. Mai 1948)
- Claude Luter (Gate Mouth / South African Blues BS 93, Snake Rag / Weary Way Blues BS 101, Sweet Lovin’ Man / Panama BS 107; 23. Juni 1948)
- Graeme Bell (Big Chief Battle Axe / Yama Blue BS 105; Juli 1948)
- Charlie Parker All Stars (Cheers / Carvin’ The Bird; BS 109; 24. November 1950)
- Sidney Bechet & His Orchestra (High Society / Honeysuckle Rose BS 128, On the Sunny Side of the Street / I Can’t Believe That You’re In Love With Me BS 129; 16. Mai 1949)
- Sidney Bechet & His Feetwarmers (Wrap Your Troubles In Dreams / It Had To Be You BS 140, Baby Won’t You Please Come Home / Please Don’t Talk About Me When I’m Gone BS 142, Ooh! Boogie! / After You’ve Gone BS 148, I’m Going Way Down Home / Margie BS 152; 3. November 1949)
- James Moody Quintet (Convulsions / Oh, Well! BS 130, 7. Juli 1949)
- Don Byas (Verso / Recto BS 131; 7. Juli 1949)
- Erroll Garner (The Way You Look Tonight / Turquoise BS 144, I Can’t Give You Anything But Love / Flamingo BS 149; September 1949)
- Charlie Parker All Stars (Crazeology / Relaxing at Camarillo BS 162; 21. Dezember 1947)
- Lester Young & His Band (You’re Driving me Crazy / New Lester Leaps In BS 165, September 1946)
- Charlie Parker Quintet (Bird of Paradise / Dexterity BS 183; Oktober 1947)
- Coleman Hawkins Quartet (Imagination / Cattin’ At Keynote BS 206; New York, 17. Februar 1944)
- Joe Sullivan Jazz Quartet (Chicago Blues / Michigan Square BS 211; New York, 9. Dezember 1945)